# پرطاووسی
پرطاووسی (نام علمی: Myriophyllum verticillatum) نام یک گونه از سرده پرطاووسی است.